# Manitowoc Rapids, Wisconsin
Manitowoc Rapids là một thị trấn thuộc quận Manitowoc, tiểu bang Wisconsin, Hoa Kỳ. Năm 2010, dân số của thị trấn này là 2.092 người.